# Thomas Dudkiewicz
Thomas Dudkiewicz (Emmen, 16 juli 1989) is een Nederlands acteur. In 2011 studeerde hij af aan de Toneelacademie Maastricht. 
In 2012 nam hij de Nederlandse speelfilm Leve Boerenliefde op, die in 2013 uitkwam. 

## Filmografie
- Penoza (2012) - Bulgaarse huurmoordenaar (afl. 2.03)
- De verbouwing (2012) - Aleksy
- VRijland (2012) - Pjotr (afl. 2.70)
- Leve Boerenliefde (2013) - Steef
- A'dam - E.V.A. (2014) - Zippo (afl. 2.07)
- Divorce (2014) - Sacha (afl. 2.08)
- Moordvrouw (2014) - Barry van der Knaap (afl. 3.04)
- Vechtershart (2015) - Gregor (afl. 1.05)
- Prooi (2016) - ambulancebroeder
- De Kameleon (2018) - Steef den Ouden